# Хавекост (Лауэнбург)
Хавекост (нем. Havekost) — община в Германии, в земле Шлезвиг-Гольштейн.
Входит в состав района Герцогство Лауэнбург. Подчиняется управлению Шварценбек-Ланд. Население составляет 157 человек (на 31 декабря 2010 года). Занимает площадь 5,91 км².